# Episodi di Candice Renoir (quinta stagione)
La quinta stagione della serie televisiva Candice Renoir è stata trasmessa in Francia dal 28 aprile al 2 giugno 2017 sul canale France 2.
In Italiaè andata in onda in prima visione assoluta dal 21 settembre al 19 ottobre 2017 su Fox Crime della piattaforma Sky.
| n° | Titolo originale                    | Titolo italiano                 | Prima TV Francia | Prima TV Italia   |
| -- | ----------------------------------- | ------------------------------- | ---------------- | ----------------- |
| 1  | Faute avouée à demi pardonnée       | A cena con l'assassino          | 28 aprile 2017   | 21 settembre 2017 |
| 2  | Qui se ressemble s'assemble         | Tra due fuochi                  | 28 aprile 2017   | 21 settembre 2017 |
| 3  | Il faut que jeunesse se passe       | Scandalo al liceo               | 5 maggio 2017    | 28 settembre 2017 |
| 4  | L'argent n'a pas d'odeur            | Delitto in tribunale            | 5 maggio 2017    | 28 settembre 2017 |
| 5  | Aux grands maux, les grands remèdes | Affari di famiglia              | 12 maggio 2017   | 5 ottobre 2017    |
| 6  | Mieux vaut tard que jamais          | Vecchie conoscenze              | 12 maggio 2017   | 5 ottobre 2017    |
| 7  | La curiosité est un vilain défaut   | Omicidio da prima pagina        | 19 maggio 2017   | 12 ottobre 2017   |
| 8  | La nuit, tous les chats sont gris   | Incontri pericolosi             | 19 maggio 2017   | 12 ottobre 2017   |
| 9  | Ce que femme veut… - 1ère partie    | Fantasmi dal passato - 1ª parte | 2 giugno 2017    | 19 ottobre 2017   |
| 10 | Ce que femme veut… - 2ème partie    | Fantasmi dal passato - 2ª parte | 2 giugno 2017    | 19 ottobre 2017   |

## A cena con l'assassino
- Titolo originale: Faute avouée à demi pardonnée
- Diretto da:
- Scritto da:

## Tra due fuochi
- Titolo originale: Qui se ressemble s'assemble
- Diretto da:
- Scritto da:

## Scandalo al liceo
- Titolo originale: 	Il faut que jeunesse se passe
- Diretto da:
- Scritto da:

## Delitto in tribunale
- Titolo originale: L'argent n'a pas d'odeur
- Diretto da:
- Scritto da:

## Affari di famiglia
- Titolo originale: Aux grands maux, les grands remèdes
- Diretto da:
- Scritto da:

## Vecchie conoscenze
- Titolo originale: Mieux vaut tard que jamais
- Diretto da:
- Scritto da:

## Omicidio da prima pagina
- Titolo originale: La curiosité est un vilain défaut
- Diretto da:
- Scritto da:

## Incontri pericolosi
- Titolo originale: La nuit, tous les chats sont gris
- Diretto da:
- Scritto da:

## Fantasmi dal passato - 1ª parte
- Titolo originale: Ce que femme veut… - 1ère partie
- Diretto da:
- Scritto da:

## Fantasmi dal passato - 2ª parte
- Titolo originale: Ce que femme veut… - 2ème partie
- Diretto da:
- Scritto da: